# نحميا بيري (سياسي)
نحميا بيري (بالإنجليزية: Nehemiah Perry)‏ هو سياسي أمريكي، ولد في 30 مارس 1816 في نيويورك في الولايات المتحدة، وتوفي في 1 نوفمبر 1881 في نيوآرك في الولايات المتحدة. حزبياً، نشط في الحزب الديمقراطي. وقد انتخب عضو جمعية نيوجيرسي العامة وانتخب عضو مجلس النواب الأمريكي.